# توماس پاستا
توماس پاستا (انگلیسی: Tomás Paschetta؛ زادهٔ ۳ اوت ۱۹۹۳) بازیکن فوتبال اهل آرژانتین است.